# Pleuville
Pleuville település Franciaországban, Charente megyében. Lakosainak száma 314 fő (2022. január 1.). Pleuville Alloue, Benest, Épenède, Asnois, Charroux, Chatain, Mauprévoir és Pressac községekkel határos.

## Népesség
A település népessége az elmúlt években az alábbi módon változott:
| Lakosok száma | 606  | 511  | 454  | 338  | 373  | 355  | 342  | 323  | 320  | 314  |
|               | 1968 | 1982 | 1990 | 2006 | 2013 | 2015 | 2017 | 2019 | 2020 | 2022 |